# Drapeau de la province de Liège
Ne doit pas être confondu avec Drapeau de Liège.
Le drapeau de la province de Liège reprend les armoiries de la province de Liège afin de représenter officiellement cette province de Belgique.

## Composition

Les armoiries de la province de Liège.

Comme les armoiries de la province de Liège, le drapeau provincial reprend les armoiries :
- de la ville de Liège
- du duché de Bouillon[2]
- du marquisat de Franchimont
- du comté de Looz
- du comté de Horn

Cette composition est liée à l'histoire de la principauté de Liège.